# Mondaino
Mondaino là một đô thị của tỉnh Rimini ở vùng Emilia-Romagna, có vị trí khoảng 130 km về phía đông nam của Bologna và khoảng 25 km về phía đông nam của Rimini. Tại thời điểm ngày 31 tháng 12 năm 2004, đô thị này có 1.486 người và diện tích là 19,8 km².
Đô thị Mondaino có các frazioni (các đơn vị cấp dưới, chủ yếu là các làng) Pieggia, San Teodoro, Montespino, và Laureto.
Mondaino giáp các đô thị: Montecalvo in Foglia, Montefiore Conca, Montegridolfo, Saludecio, Tavoleto, Tavullia, Urbino.